# 上板町歴史民俗資料館

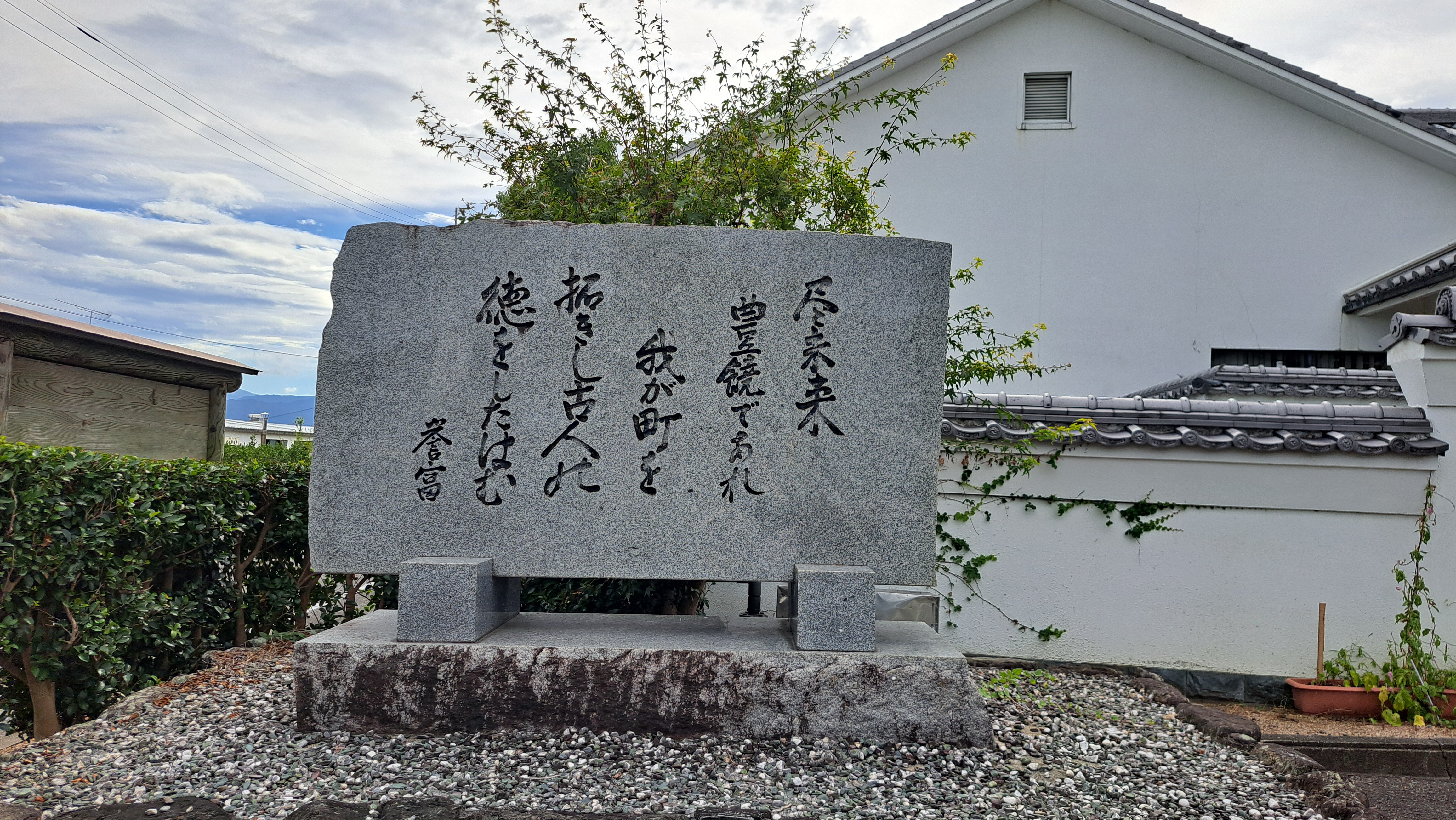
館外にある石碑（2024年9月）

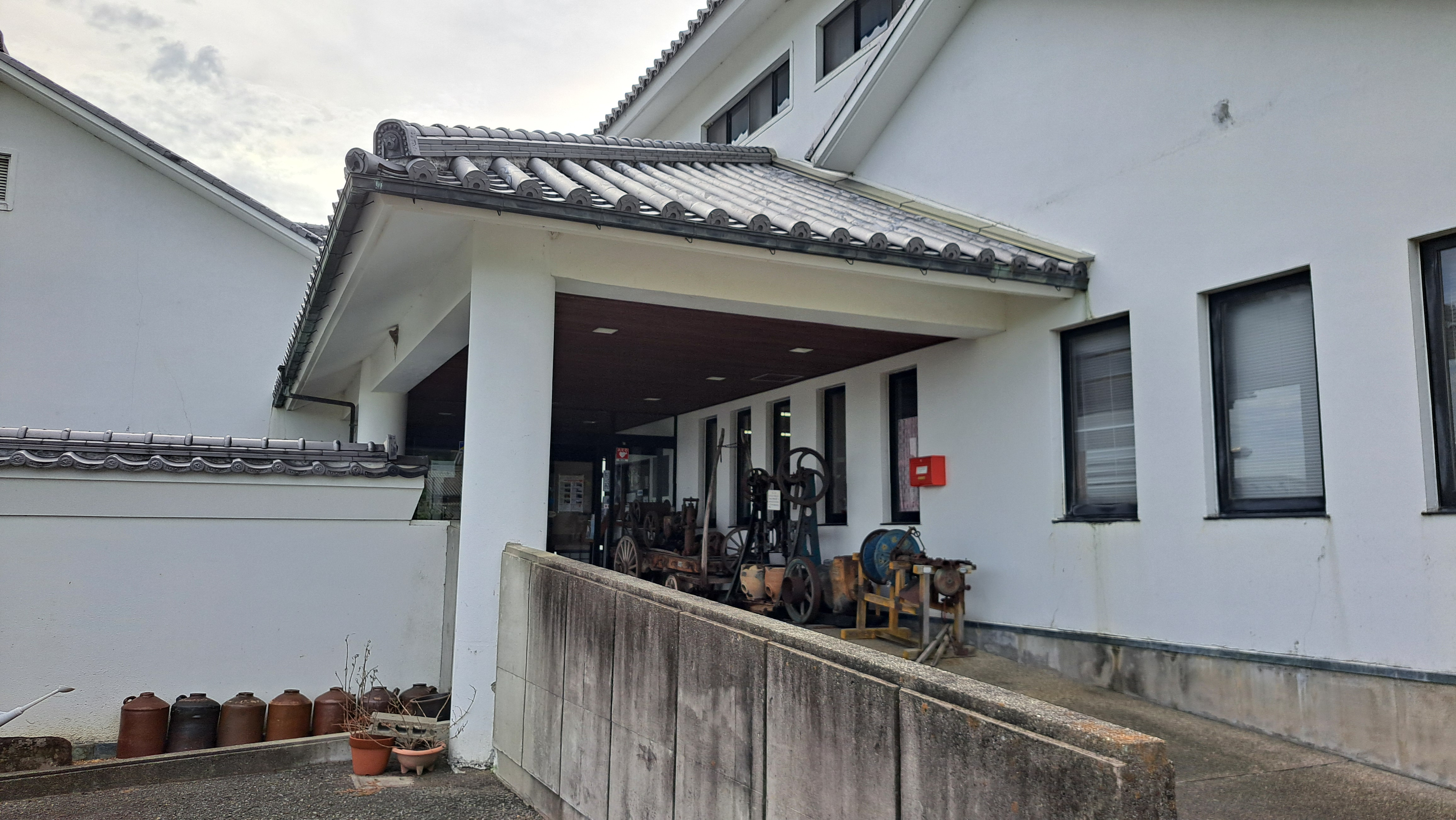
歴史民俗資料館本館（2024年9月）

上板町歴史民俗資料館（かみいたちょうれきしみんぞくしりょうかん）は、徳島県板野郡上板町にある歴史資料館。
上板町ゆかりの埋蔵文化財、古人の生活用品、民具等が展示されている。

## 主な収蔵物
- 「阿波和三盆糖」「阿波藍」の製法にかかわる諸道具、文献
- 土器、石器、近世の諸農具、生田花世（作家）関係資料、旧国鉄鍛冶屋原線資料[2]

## 利用情報
- 営業時間 - 9:00〜16:30
- 定休日 - 毎週 月・土・日／祝祭日、年末年始（12/28〜1/4）
- 料金
  - 一般（大人） 220円、小・中学生 110円、6才未満 無料
  - 団体（20名以上）大人 110円、小・中学生 50円[2]
- 駐車場10台[3]

## アクセス
- JR徳島駅より車で40分。
- 徳島バス鍛冶屋原線鍛冶屋原行き「鍛冶屋原車庫前」下車 徒歩10分。
- 徳島空港より車で40分[2]